# Wayson Choy
Wayson Choy, CM (* 20. April 1939 in Vancouver; † 28. April 2019 in Toronto) war ein kanadischer Schriftsteller.

## Kindheit und Jugend
Choy wuchs in der Chinatown Vancouvers auf, wo er von seinen Adoptiveltern und der dortigen chinesischen Gemeinde aufgezogen wurde. Sein Vater war Koch auf einem Schiff der Canadian Pacific Steamship Line und daher selten in Vancouver. Er absolvierte die Gladstone Secondary School, bevor er in den späten 1950ern als erster chinesischstämmiger Kanadier Kreatives Schreiben an der University of British Columbia (UBC) unter der Federführung von Earle Birney studierte.

## Karriere
Seit 1962 lebte Choy in Toronto, wo er von 1967 bis 2004 am Humber College lehrte und danach an der Humber School of Writers unterrichtete.
Obwohl Choys frühe Kurzgeschichten erfolgreich waren, widmete er sich erst ab 1977 wieder der Schriftstellerei, als er nochmals die Kurse für Kreatives Schreiben an der UBC belegte. Die in diesem Zeitraum geschriebene Kurzgeschichte The Jade Peony wurde nach einigen Erweiterungen 1995 als Roman veröffentlicht. Er handelt von einer Einwandererfamilie, die während des Zweiten Weltkriegs in Vancouver lebte. Die Geschichte wird aus der Perspektive der drei Kinder der Familie erzählt, die im Spannungsfeld zwischen chinesischer Tradition und der kanadischen Gesellschaft nach ihrer Identität als chinesischstämmige Kanadier suchen.
The Jade Peony wurde 1996 mit dem City of Vancouver Book Award und 2004 mit dem Trillium Book Award ausgezeichnet sowie 2010 als eines von nur fünf Büchern für Canada Reads des kanadischen Rundfunks CBC ausgewählt.
1999 veröffentlichte er seine Kindheitserinnerungen als Paper Shadows: A Chinatown Childhood, das 2000 den Edna-Staebler-Award gewann und 1999 bei den Governor General’s Awards nominiert war.
2004 veröffentlichte Choy den Roman All That Matters, der im selben Jahr für den Giller-Preis nominiert war. 2005 wurde Choy in den Order of Canada aufgenommen.
Choy starb im April 2019 an einer Herzinfarkt, die durch einen Asthmaanfall ausgelöst wurde.

## Werke

### Romane
- The Jade Peony, 1995
- All That Matters, 2004

### Autobiographische Werke
- Paper Shadows: A Chinatown Childhood, 1999
- Not Yet: A Memoir of Living and Almost Dying, 2009